# Kero Kero Bonito
Kero Kero Bonito (afgekort als KKB) is een Britse band uit Londen, Engeland. De band bestaat uit zangeres Sarah Midori Perry (Sarah Bonito), producer Gus Lobban en producer Jamie Bulled. De naam van de groep komt van de Japanse onomatopeeën voor een kwakende kikker en een soort vis.
De muziek van de band is beïnvloed door J-pop, dancehall, en computerspelmuziek. Veel van hun muziek is gemaakt met behulp van een Casio SA-45 mini-keyboard. Perry zingt in het Japans en het Engels.

## Leden
- Sarah Midori Perry - vocals
- Gus Lobban - keyboards, sampler, backing vocals, productie
- Jamie Bulled - keyboards, sampler, productie

## Discografie

### Albums
| Titel             | Jaar |
| ----------------- | ---- |
| Bonito Generation | 2016 |
| Time 'n' Place    | 2018 |

### Mixtapes
| Titel        | Jaar |
| ------------ | ---- |
| Intro Bonito | 2013 |

### Ep's
| Titel           | Jaar |
| --------------- | ---- |
| TOTEP           | 2018 |
| Civilisation I  | 2019 |
| Civilisation II | 2021 |

### Singles
| Titel                              | Jaar | Album                       |
| ---------------------------------- | ---- | --------------------------- |
| Weapons Grade                      | 2011 | Geen                        |
| (Getting To) The Top               | 2012 | Geen                        |
| Ms. World                          | 2012 | Geen                        |
| Fortune Teller                     | 2012 | Geen                        |
| Why Aren't You Dancing?            | 2013 | Geen                        |
| Sick Beat                          | 2014 | Intro Bonito                |
| Homework                           | 2014 | Intro Bonito                |
| Flamingo                           | 2014 | Geen                        |
| Build It Up                        | 2014 | Geen                        |
| Picture This                       | 2015 | Bonito Generation           |
| Chicken                            | 2015 | Geen                        |
| Lipslap                            | 2016 | Bonito Generation           |
| Break                              | 2016 | Bonito Generation           |
| Graduation                         | 2016 | Bonito Generation           |
| Trampoline                         | 2016 | Bonito Generation           |
| Forever Summer Holiday             | 2017 | Bonito Generation           |
| Rock n Roll Star                   | 2017 | Covered in Gloria           |
| Fish Bowl                          | 2017 | Bonito Generation           |
| Only Acting                        | 2018 | Time 'n' Place              |
| Time Today                         | 2018 | Time 'n' Place              |
| Make Believe                       | 2018 | Time 'n' Place              |
| Swimming / The Open Road           | 2019 | Time 'n' Place              |
| When the Fires Come                | 2019 | Civilisation I              |
| It's Bugsnax!                      | 2020 | Bugsnax Original Soundtrack |
| Heartbeat (Late of the Pier Cover) | 2020 | Geen                        |
| The Princess and the Clock         | 2021 | Civilisation II             |